# سياتل كراكن
سياتل كراكن (بالإنجليزية: Seattle Kraken)‏ هو فريق هوكي جليد من مدينة سياتل.سيشارك في دوري الهوكي الوطني بداية من موسم 2021-2022.